# Ion Diaconu (folclorist)

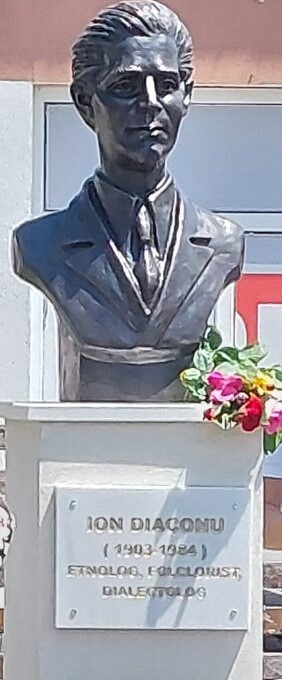
[https://www.muzeulvrancei.ro/muzeul-tarii-vrancei-de-la-vidra/ Muzeul Țării Vrancei - VIdra

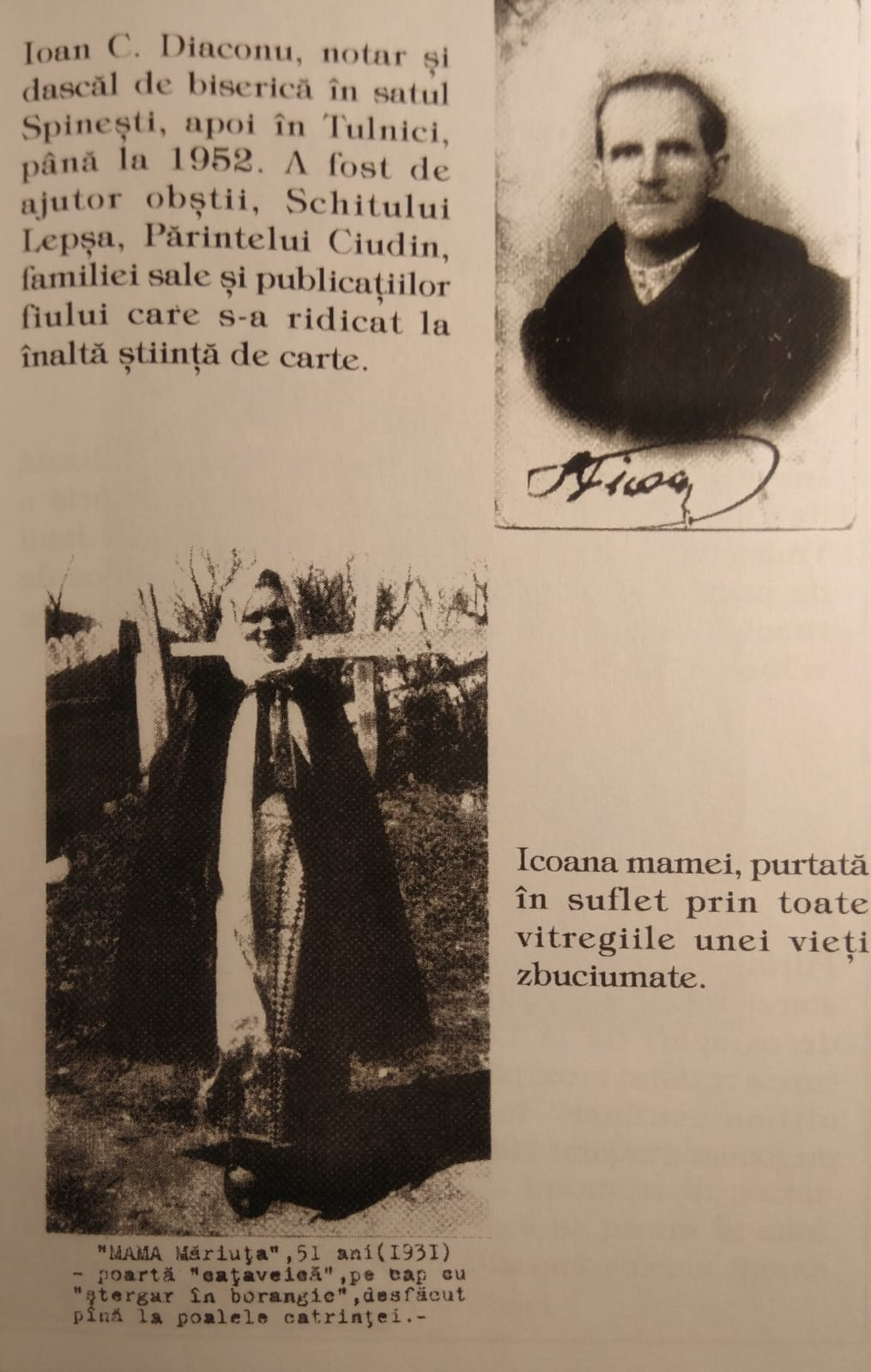
Părinții lui Ion Diaconu

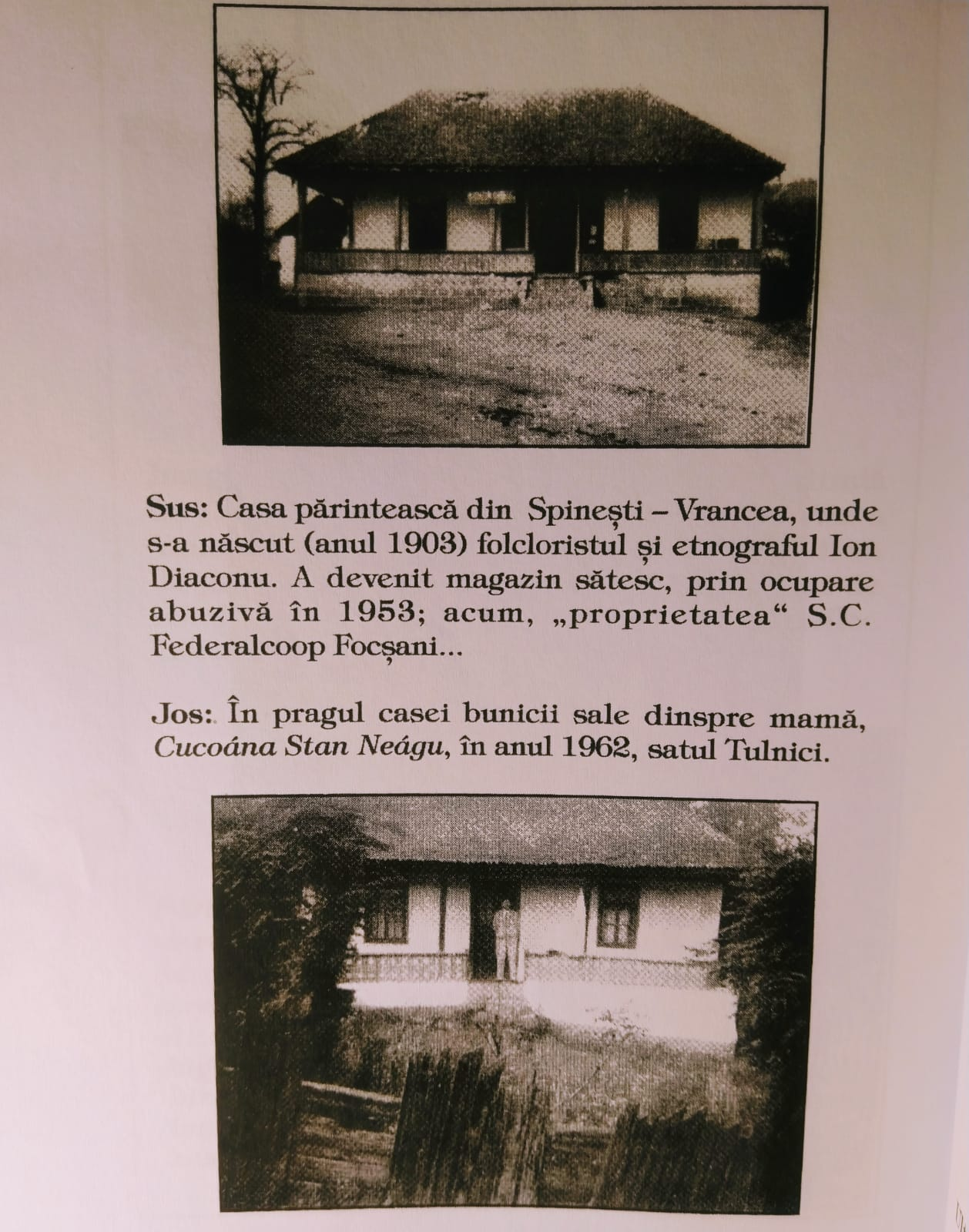
Casa părintească

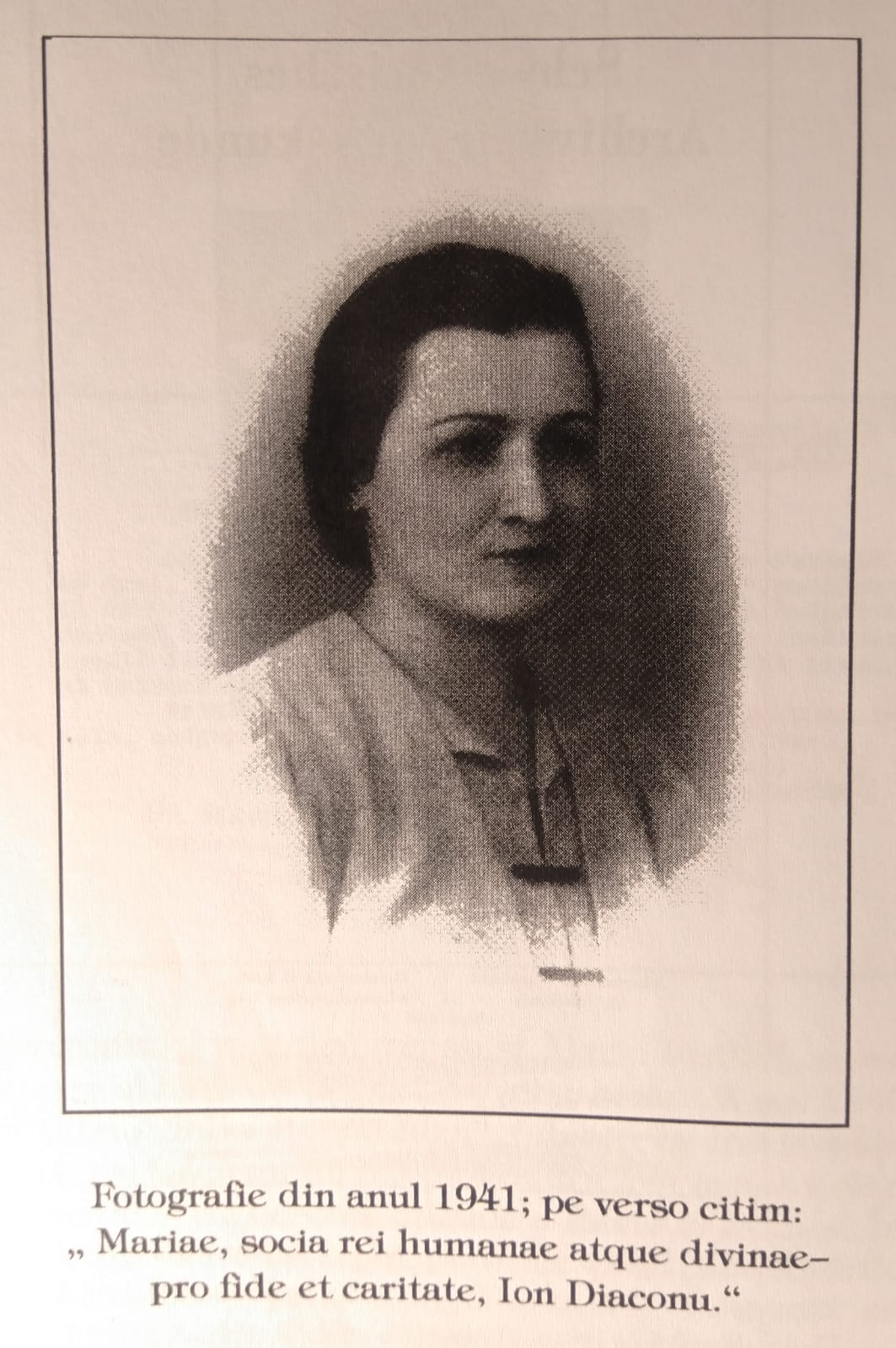
Maria, soția folcloristului Ion Diaconu

Ion Diaconu (n. 24 septembrie 1903, Spinești, România – d. 9 decembrie 1984, Iași, România) a fost un folclorist, etnograf și dialectolog român.
Cunoscut, printre altele, pentru culegerea și interpretarea științifică a baladei Miorița în ansamblul vieții și spiritualității satului arhaic vrâncean.
Ion Diaconu este autorul unor culegeri de o deosebită valoare, printre cele mai importante din întreaga istorie a folcloristicii românești: Ținutul Vrancei (1930), Folclor din Râmnicul Sărat vol. I (1930), vol. II (1934), vol. III (1948), Ținutul Vrancei vol. I-II (1969)”.. Cercetătorii folclorului românesc sunt aproape unanimi în a-i recunoaște lui Ion Diaconu contribuția de seamă la sporirea și consolidarea bazei documentare a studiilor mioritice. Mircea Eliade îl trece între cei câțiva cu contribuții decisive și totodată, între acei intelectuali români care s-au apropiat de fenomenul mioritic cu o admirație aproape religioasă.
Profesor, inițiator cultural, memorialist și publicist notoriu, Diaconu este fondatorul revistei Ethnos (apărută în 3 mari fascicole: 1941, 1942, 1943) dar și fondatorul Muzeului de Istorie și Etnografie din Focșani(1950-1952).

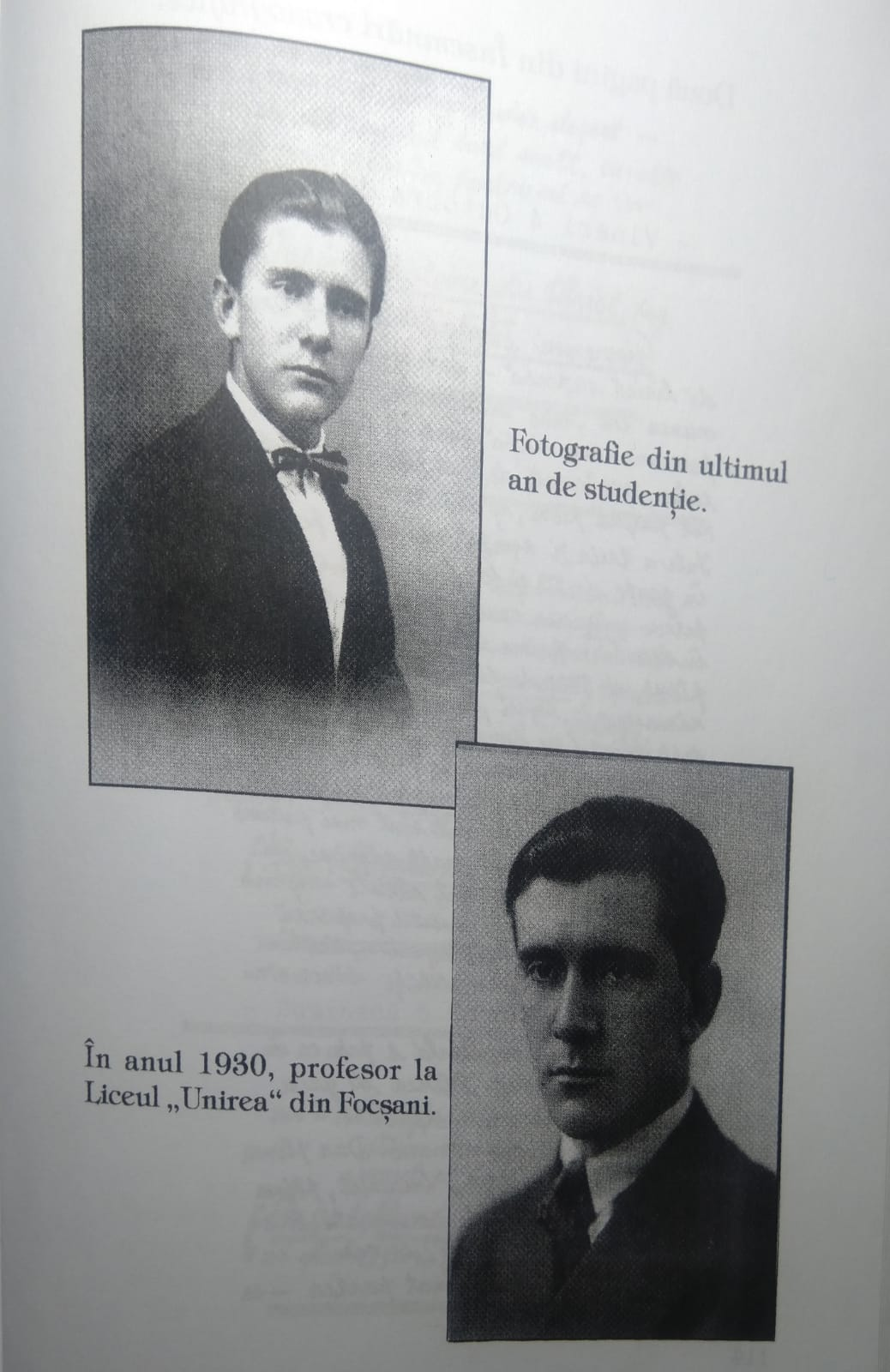
Ion Diaconu

Cât timp a fost secretar al subsecției de conferințe Focșani a Fundațiilor Culturale Regale (1934-1940), a invitat să conferențieze la Focșani pe: I. A. Bassarabescu, dr. Ion Cantacuzino, Mircea Eliade, Constantin C. Giurescu, Iorgu Iordan, Simion Mehedinți, Alexandru Leca Morariu, Cezar Petrescu, Ion Pillat, Liviu Rebreanu, Mihail Sadoveanu și alții, unele dintre aceste conferințe făcând obiectul volumului Tradiție și actualitate românească (I-II - 1936, III - 1937).

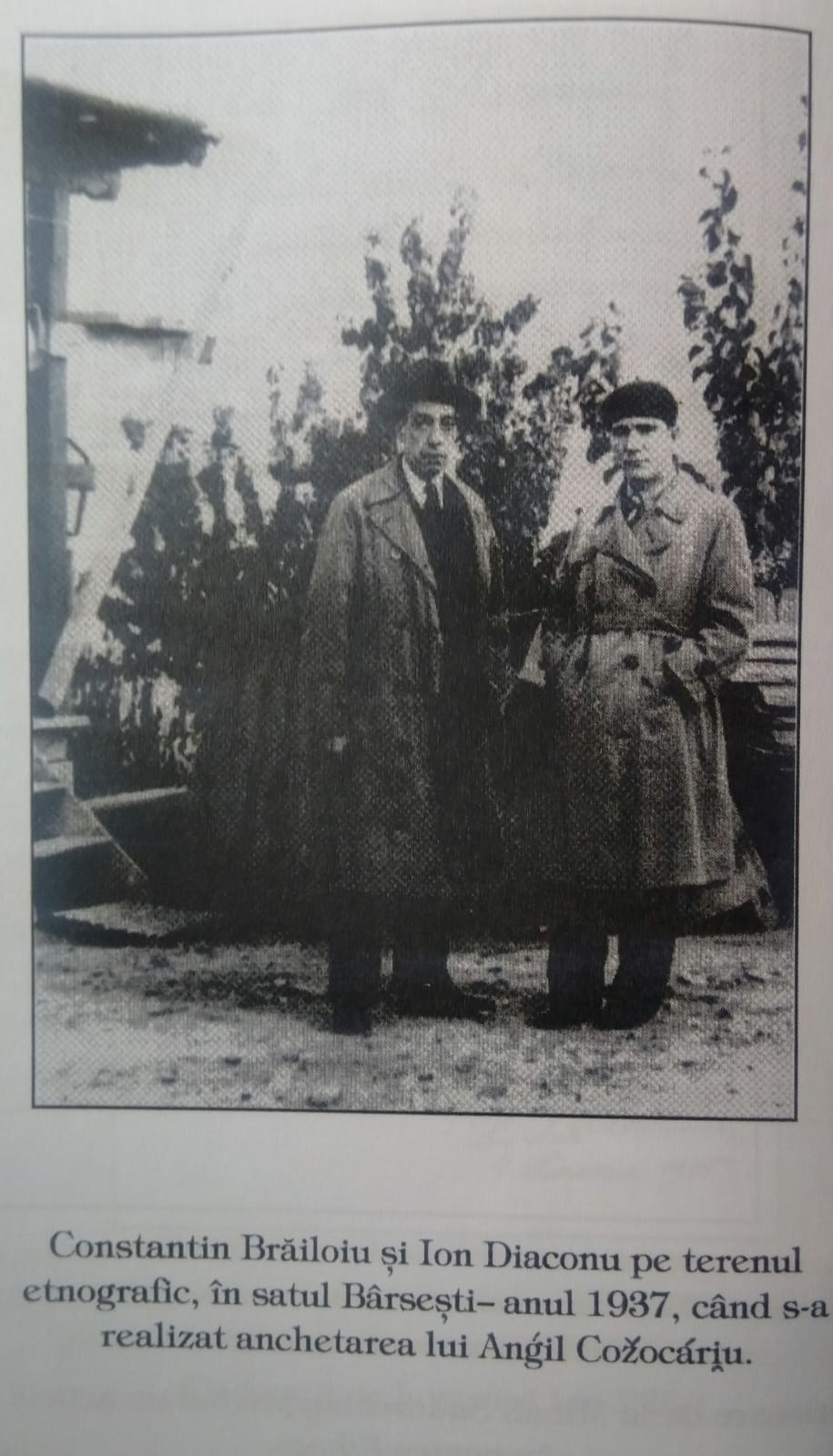
Constantin Brăiloiu și Ion Diaconu 1937 Bârsești, Vrancea

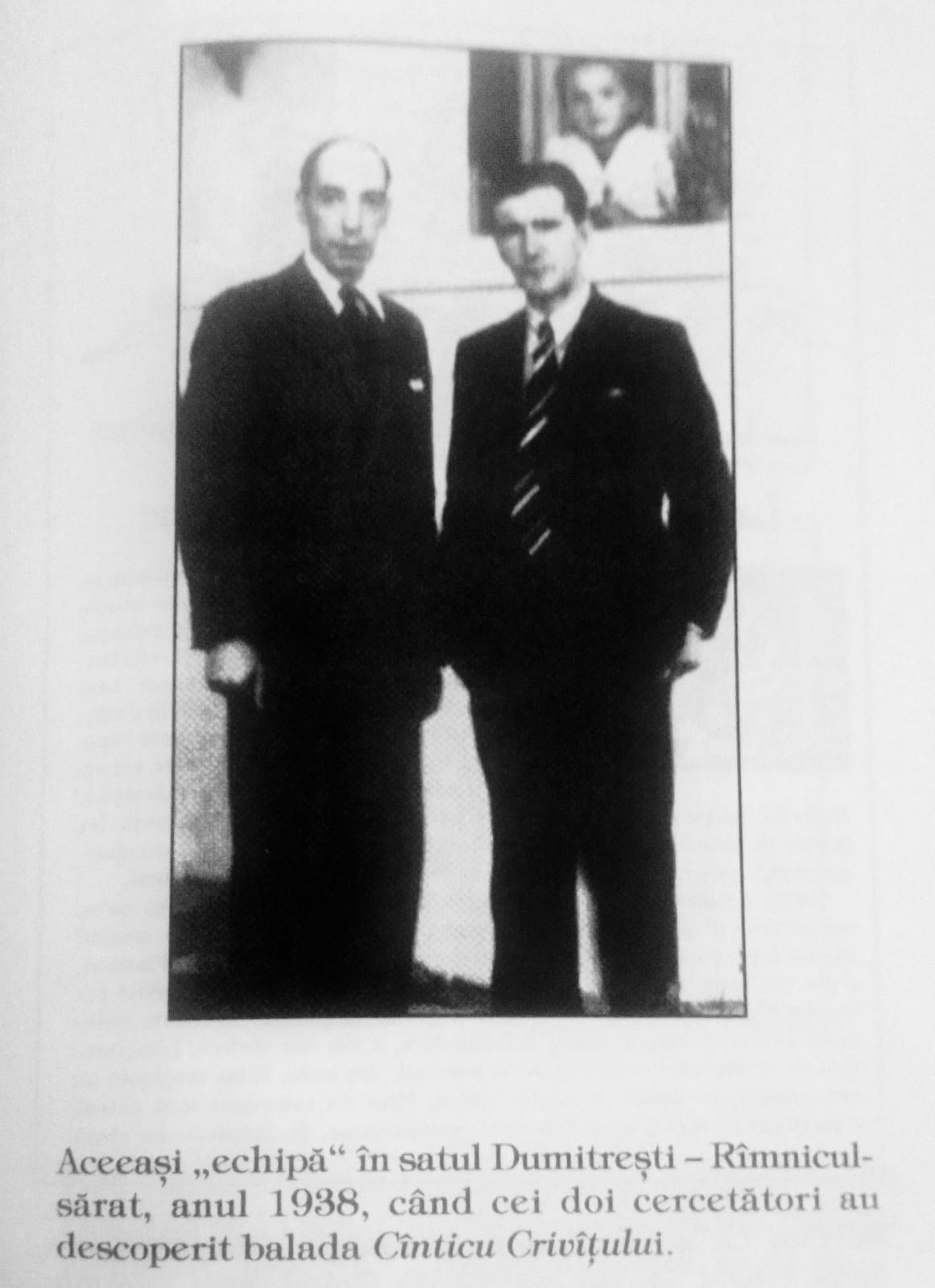
Rodul muncii lor în zonă fiind premiat de Academia Română

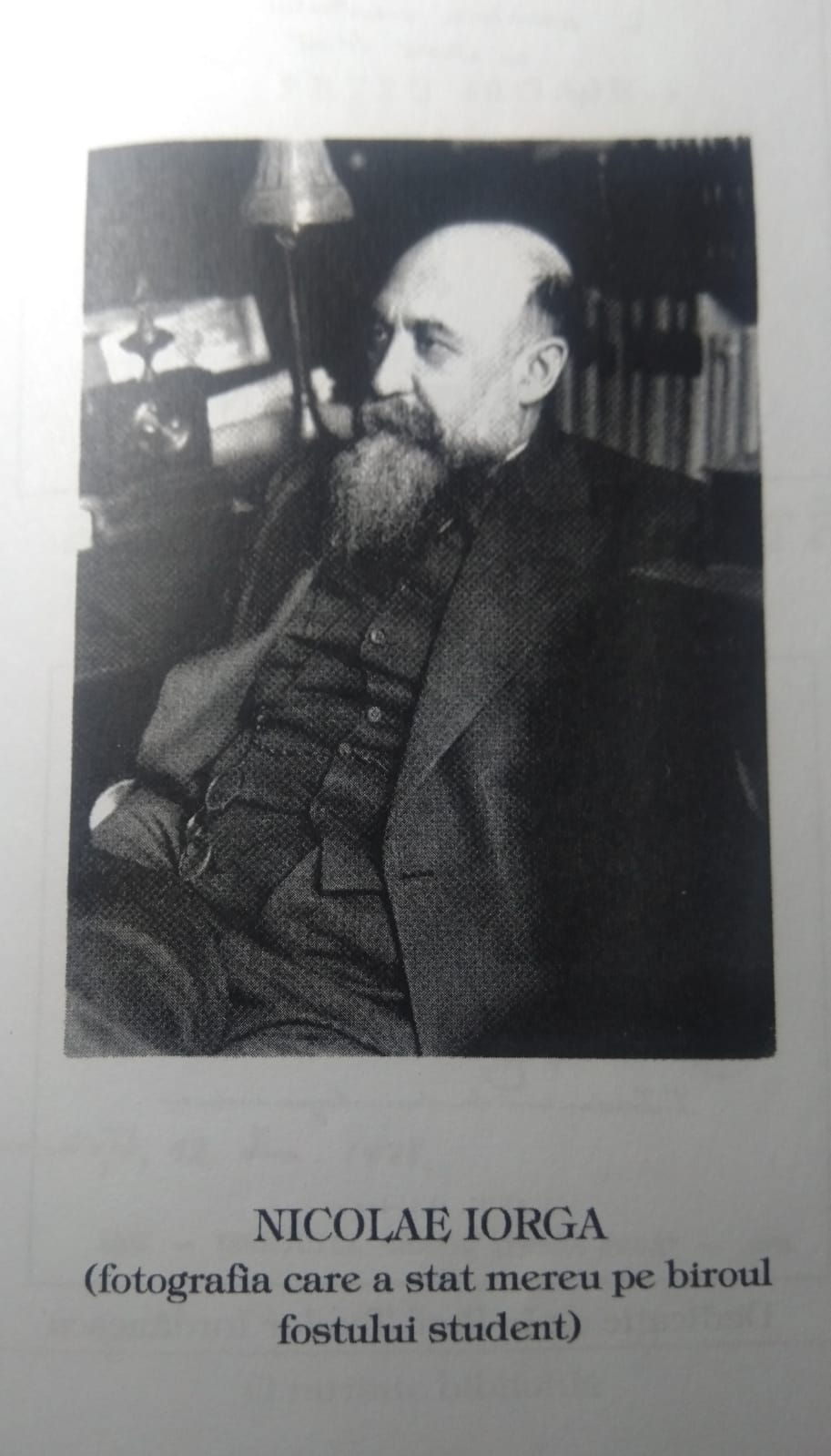
Nicolae Iorga

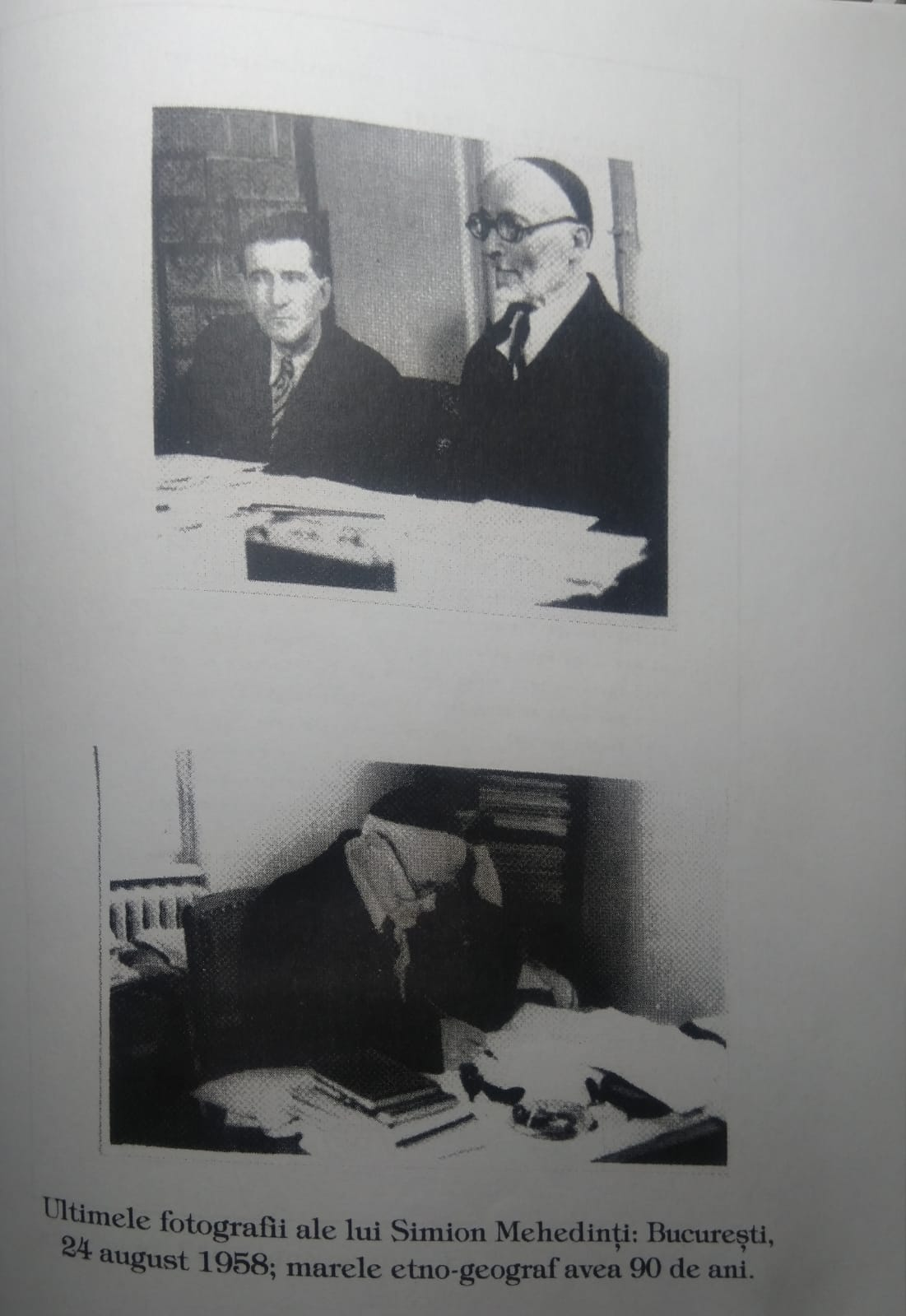
Ion Diaconu și Simion Mehedinți

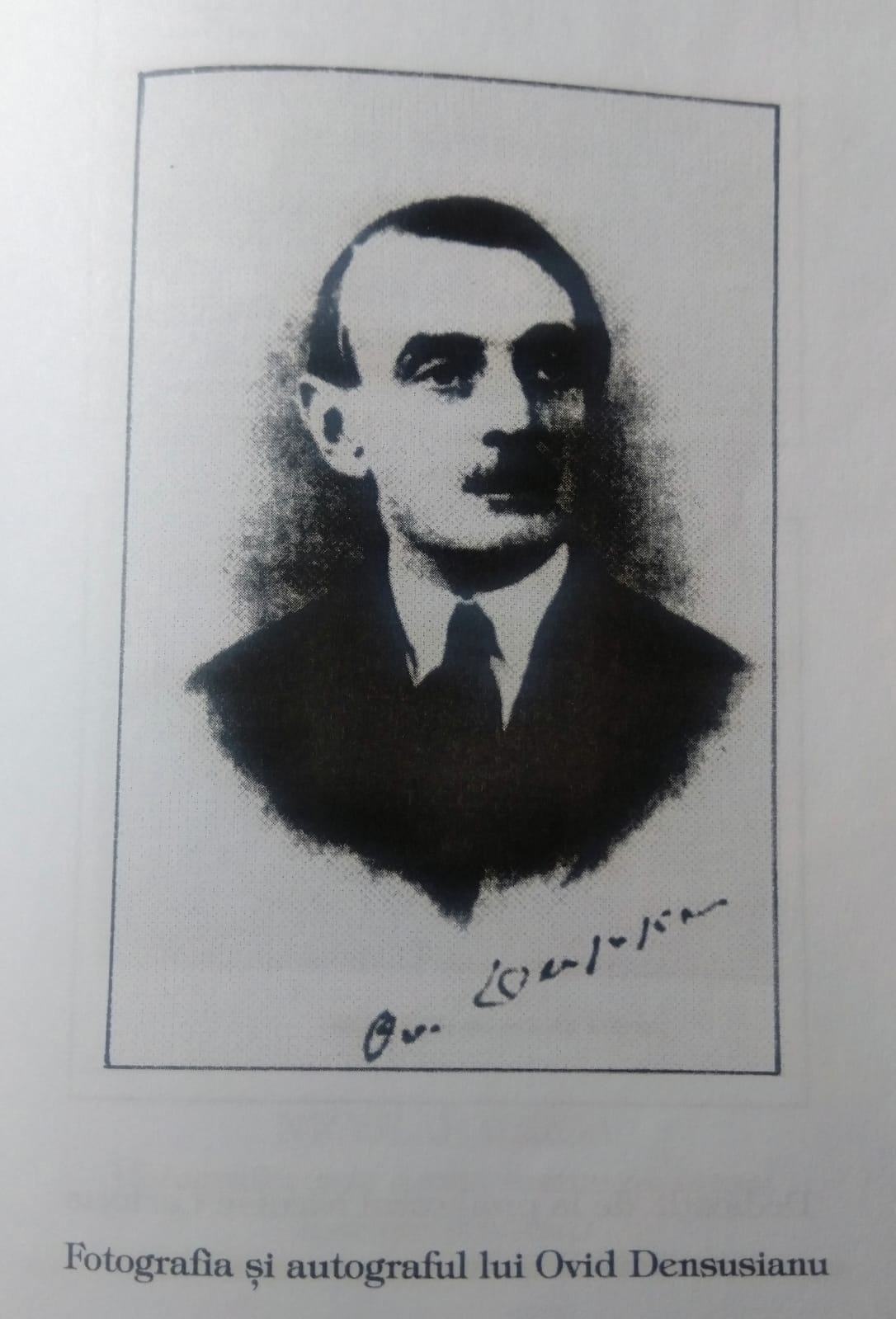
Fotografia cu autograf Ovid Densusianu pentru Ion Diaconu

A debutat în Anuarul Societății literare „Gr. Alexandrescu” al elevilor de curs superior de la Liceul Unirea din Focșani (1921-1922, nr. 3), iar în volume, cu Reflexiuni despre cântecul și versul popular (Focșani, 1946, 164 p.). A făcut parte din colegiul de redacție al revistelor focșănene Milcovia(1930-1936), Școala Putnei (1932), Căminul (1932-1933), Crinul (1936). Colaborator la Însemnări ieșene (Iași), Calendarul, Cuvântul, Flamura (Craiova), Frământări didactice, Milcovul (Focșani).
Este autorul singurei monografii a județului Putna.

## Biografie
Ion Diaconu s-a născut în 24 septembrie 1903, în satul Spinești, județul Vrancea ca fiu al Măriuței și al lui Ioan C. Diaconu, notar și dascăl de biserică. Face primele 5 clase la Școala din Spinești și Tulnici. După studii liceale la Focșani în perioada 1915-1923, urmează studii la Facultatea de Litere și Filosofie din București (1923-1926), unde îi are ca profesori pe Ovid Densușianu, Nicolae Cartojan și Charles Drouhet.
Lucrează ca profesor de limbă și literatura română, de limba franceză sau drept, în anumite perioade, la Colegiul Național „Unirea” din Focșani (1929-1948), unde este și director în anii 1939-1940.
Desfășoară o bogată activitate, ca elev, în cadrul Societății „Grigore Alexandrescu", iar după terminarea facultății revine ca profesor la Liceul Unirea Vrancea unde conduce Societatea „Grigore Alexandrescu", editează revista Ethnos(1940-1941) și în 1930 îi apar lucrările Ținutul Vrancei și Păstoritul în Vrancea.
La Liceul Unirea, înființează și conduce Muzeul de Etnografie și Istorie și devine secretar al Subsecției de Conferințe Focșani, a Fundației Culturale Regale (1934-1940), timp în care, în orașul de pe Milcov, conferențiază mari personalități culturale și științifice ale timpului: I. A. Bassarabescu]], [[Ion Cantacuzino, Mircea Eliade, C.C. Giurescu, Iorgu Iordan, Simion Mehedinți, Leca Morariu, Dumitru Murărașu, Cezar Petrescu, Ion Petrovici, Ion Pillat, Alexe Procopovici, Constantin Rădulescu Motru, Liviu Rebreanu, Mihail Sadoveanu,I.M. Sadoveanu, Alexandru Tzigara-Samurcaș.
Urmare a acestei activități, Ion Diaconu va strânge aceste conferințe pe care le va publica în volumul: Tradiție și actualitate românească, Focșani, 19361937, vol. I, II, III, conferințe pe care Asociația „Simion Mehedinți” iși propune să le reediteze, ca un omagiu adus truditorilor pe ogorul culturii putnene. Adevărata vocație a lui Ion Diaconu, a fost cea de folclorist. Pasionat până la uitarea de sine de cultura populară vrânceană, I. Diaconu a desfășurat o cercetare fără precedent a folclorului vrâncean (a investigat 12.000 de informatori, a descoperit foarte multe variante ale Mioriței, dintre care a selectat 500, publicate fiind, până acum, numai 91; mergând până la originea fenomenului creației acestei capodopere), a avut intuiția descoperirii motivului-tip al Mioriței in variata auzita de la Costanda Păun din Spinești: „După cinci decenii de cercetare, lon Diaconu afirmă că varianta Costanda Păun rămâne ca motiv definitoriu Miorița, tipul păstoresc”. (Paula Diaconu-Bălan).
Ion Diaconu a primit două premii ale Academiei Române, a primit o bursă de studii în străinatate pe care refuzat-o, a scris și a publicat următoarele opere: Folklor din Râmnicul Sărat, II (1934 - premiul „Ion Heliade Rădulescu” al Academiei Române, în 1936); Psihologie și creație populară (1935 - extras din Anuarul revistei de Folklor); Aspecte etnografice putnene (1936); Sensuri și aspecte la Ion Creangă (1938); Orientări folklorice (1941 - extras din Ethnos); Note critice și bibliografice, I (1941); Poesia populară de „militărie” în războiul nostru din 1941 (1942); Orientări folklorice, II (1942); Orientări etnografice, I (1943); Note critice și bibliografice, II (1943); Orientări folklorice, III (1943); Aspecte și direcții în folklorul românesc (1944); Folklor din Râmnicul Sărat, III (1948).
După anul 1948, an de mare cumpănă în cultura română, lon Diaconu intră și el în malaxorul revoluției culturale pe care au lansat-o comuniștii împotriva celor care au lucrat cu credință înainte de...
După Reforma roșie profesorul Diaconu a fost «detașat în interesul învățământului» la Școala Profesională Tehnică Agro-Silvică și Școala nr. 2 din Focșani, pentru ca în anii 1952-1954 să facă un stagiu de reeducare la Canal la Poarta Albă.
După ce a fost eliberat, Ion Diaconu a continuat munca sa științifică in ”ilegalitate”, fără nici un ajutor de la stat, fără permisiunea de a publica sau de a mai preda la catedră.
I-au fost reeditate: Ținutul Vrancei, vol. I-II ediție nouă, București, Ed. pentru Literatură, 1969, împreună cu alte «Balade», cu «Doine. Bośiti.(Bocete) Strigături», prefațate prin două studii ale autorului care a expus aspectele teoretice de până în august 1968, tratând Criterii asupra monografiei etnografice, folklorice și dialectale, apoi Vrancea etno-istorică, sociologică, folklorică și dialectală. Cântăreți și povestitori populari. Câteva criterii asupra monografiei folclorice, București, 1980, Ed. Minerva, redactor Ioan Șerb; Ținutul Vrancei, vol. III-IV. Ed. Minerva, București, 1989, redactor și studiu introductiv Paula Diaconu Bălan.
Moștenirea științifică lăsată de Ion Diaconu, în special Albumul Vrancei, este mult mai mare și așteaptă să fie dată la iveală prin devotamentul dnei Paula Diaconu-Bălan și poate prin sprijinul mediului academic și chiar al comunității vrâncene și ieșene.
Atitudinea imparțială pentru cauza științei ferite de veleitarismul politic, de șovinism sau de alte manifestări ce nu aveau nimic comun cu spiritualitatea poporului nostru, a situat pe autorul revistei Ethnos între opozanții la curentele extremiste de dreapta, iar după război, la cel de stânga, care a măcinat energia creatoare a intelectualității noastre rezistente la comunism și a trecut scrisul românesc prin furci caudine (Paula Diaconu Bălan), au făcut din Ion Diaconu o mare conștiință științifică și morală a țării și a Vrancei.

## Activitatea științifică
Activitatea științifică de început a tânărului Ion Diaconu, a fost apreciată și sprijinită deosebit de către profesorii săi Nicolae Iorga, Ion Aurel Candrea, Nicolae Cartojan, C. Rădulescu-Motru, Charles Drouhet, iar marele său mentor Ovid Densusianu i-a publicat primul volum de seamă. Colaborarea apropiată vreme de un deceniu cu etnomuzicologul Constantin Brăiloiu a dat puternic imbold mai tânărului cercetător și ar fi dus, neîndoielnic, la o finalizare unică. Cercetarea de teren întreprinsă de Brăiloiu-Diaconu în Vrancea și în zonele limitrofe (Râmnicu-Sărat) a avut drept scop să salveze de la pieire produsul folcloric vrâncean, să culeagă minuțios apoi să interpreteze critic genurile și speciile poetic-muzicale, aspectele caracteristice ale versului cântat, trăsăturile psiho-etnice ale informatorilor, dezvăluind totodată și alte laturi ale vieții individuale și sociale, de interes pentru studiul monografic. Metoda de cercetare adoptată în comun țintea să dezvăluie prin perseverenta revenire la subiect ceea ce rămăsese din fondul străvechi. Componenta poetică a cerut o dublă tratare, adică și notarea rapidă a textului în timpul anchetării, pe lângă imprimarea pe cilindri fonografici, întrucât s-a constatat un fapt esențial: dacă melodia se poate păstra într-o articulație melodică puțin variabilă, apoi textul poetic este supus adeseori unei variații puternice de fond. Ion Diaconu a propus procedee complet noi de cercetare pe teren față de ce se practica până atunci, anume notarea exactă a mai multor variante de la un informator, succesive în timp, și anchetarea concomitentă a doi informatori apartenenți aceleiași surse de transmitere, pentru reconstituirea arhetipului (Urtypus) care să reiasă din adaosul unor versuri, survenite prin a doua, a treia revenire a specialistului la interpretul popular, sau din eliminarea altora, omise la cântările succesive datorită funcției variabile a memoriei. Treptat, informatorii reproduceau ceea ce deprinseseră de la sursa anterioară, cu mult mai veche, dintr-un timp când genul sau specia erau în plină vigoare, adăugirile mai noi putând fi lesne deosebite întrucât ele nu modificau articularea întorsurilor vechi. Mereu perfectat de Ion Diaconu, procedeul a devenit metoda pozitiva de cercetare pe teren; autorul însuși a numit-o experimentul folcloric prin racordaj, astfel rămânând cunoscută de către specialiști. Notarea și transcrierea se asociau cu semnele diacritice preluate de la Ovid Densusianu, corespondente particularităților graiului, care au fost în timp modificate de către discipol. După încheierea anchetării directe a subiectului (subiecților), pentru cazul în speță urma etapa de coroborare a variantelor, procedeu aplicat în faza de observare critică a materialului obținut, efectuată de specialist la masa de scris (și...de reflectat serios asupra dezvăluirii posibilului Urtypus!), când acesta nu adăuga nimic de la sine, ci păstra fără abatere textele notate, făcând doar comparația între variantele salvate după metoda prezentată mai sus. Atunci acționa intuiția sa, dar în primul rând știința sa, iar ceea ce conținea realitatea folclorică se releva prin studiul comparativ. A fost o mare nemulțumire că metoda sa de cercetare, aplicată în comun și admisă de Constantin Brăiloiu, recunoscută, chiar preluată mai târziu în investigarea terenului folcloric de către Ovidiu Bârlea, a găsit neînțelegere la un specialist de frunte din generațiile care au urmat, prețuit mult de Ion Diaconu, în pofida acestei contrarietăți. În 1972, Prof. I. C. Chițimia scria: „Se cuvine să fie omagiate centrele regionale de cultură și reprezentanții lor locali în domeniul științei, pentru realizările efectuate de multe ori în chip superior, la nivelul centrelor care dispun de instituții și forțe universitare și academice. Un asemenea centru de merit considerabil sunt Focșanii, atât în trecut cât și în contemporaneitate. Între reprezentanții săi cu activitate locală, care fac cinste cercetărilor științifice în general, se numără profesorul Ion Diaconu, ca om de cercetare folcloristică. Elev al lui Ovid Densusianu, el se înscrie în rândul celor care au format școala acestuia lingvistico-folcloristică, și anume: V. Vîrcol cu Graiul din Vâlcea (București, 1910), Tache Papahagi cu Graiul și folclorul Maramureșului (București,1925), urmând în al treilea rând, ca generație și rezultate, Ion Diaconu personal, cu volumele sale masive, Ținutul Vrancei (București, 1930) și Folclor din Râmnicul- Sărat (3 volume, Focșani, 1933-1934-1948). Concomitent s-au remarcat în acest domeniu alți elevi ai lui Densusianu, precum, Nicolae Georgescu-Tistu, Mihai Gregorian. Densusianu și elevii săi au avut viziunea unor arii importante de cultură și grai popular, un fel de noduri orografice ale folclorului. De obicei, cercetarea a fost efectuată în regiuni cu care specialiștii respectivi aveau legături organice de viață, purtau folclorul în sânge și-l puteau percepe ușor și viu, în toate aspectele și nuanțele lui locale și specifice. Așa au fost explorate Tara Hațegului de însuși maestru (Ov. Densusianu, Graiul din Tara Hațegului, București, 1915), Maramureșul, Munții Apuseni (Cf. Tache Papahagi, Cercetări în Munții Apuseni, în Grai și suflet, II, 1925, Nr. 1, p. 29-90), Vrancea, Râmnicul-Sărat și Buzău, nordul Olteniei (Vâlcea, Gorj și Mehedinți) și zona de câmpie a Olteniei, puncte importante din regiunea Sibiului, etc. În toată această activitate de explorare a folclorului și înregistrare științifică a graiului (este prima și cea mai consecventă școală de notare exactă a textelor), Ion Diaconu a studiat aria cea mai întinsă cu asiduitate de neasemuit și cu o metoda exemplară, obținând pentru regiunea respectiva cele mai bogate și complete rezultate etnografice și folclorice. Dintr-o dată se vede, deci, că este vorba de merite la cel mai bun nivel al științei și lucrul acesta sa petrecut la Focșani, nu la București, Iași sau Cluj.”
În plan științific, cercetarea împreună cu Brăiloiu a dovedit că stabilitatea mai mare a componentei ritmic-melodice față de aceea a versului cântat se manifestă frecvent la Miorița vrânceană care a stat în centrul atenției celor doi specialiști. Dezideratul ultim, adică publicarea monografiei complete, ar fi dat modelul desăvârșit pentru o zonă caracteristică. Gravele împrejurări istorice au purtat pentru totdeauna pe Constantin Brăiloiu în mediul cultural apusean; folcloristul vrâncean a rămas lângă „bătrânii care mor odată cu Miorița”. Cei doi nu s-au mai revăzut. Cilindrii „Edison” cu înregistrările melodice au luat drumul străinătății, iar monografia Ținutul Vrancei a rămas trunchiată de partea muzicologică. Totuși o variantă melodică se află publicată de Constantin Brăiloiu, ca exemplu într-un studiu al său. Ion Diaconu atestă faptul că aceasta provine din Vrancea, prezentându-ne pe larg momentul culegerii, într-o scriere interesantă (care își așteaptă rândul la tipărire?) unde accentuează preeminența părții muzicale față de text: „Eu am avut norocul (aș putea spune: privilegiat!) să întâlnesc melodia de artă a Mioriței chiar în drumurile mele etnografice, dar cele din tinerețe. Era în vara anului 1935. Un bătrân - fost numai cioban -Neculái Pătúlia, din satul Nistoréști (Vrancea sudică), mi-a cântat din caval o «níiorițî dim bătrâni» (mioriță din bătrâni), de care nu mai auzisem ceva asemenea.”-Ion Diaconu

Despărțirea de Brăiloiu a fost una din nefericirile vieții lui Ion Diaconu și a operei sale închinată Vrancei. Încă se mai speră că între cilindrii „Edison" readuși în țară prin abnegația profesoarei și folcloristei Emilia Comisel, datorită căreia s-a tipărit la noi valorosul patrimoniu rămas de la Constantin Brăiloiu, se vor afla și aceia cu înregistrări din Vrancea, a căror transcriere și interpretare așteaptă un tânăr specialist în măsură să reconstituie unele aspecte muzicale, cel puțin atât cât se poate, completând monografia Ținutul Vrancei. Un studiu comparat asupra Mioriței - balada vrânceană și a Mioriței - colinda ardeleană, se va putea realiza doar în asemenea conjunctură. Cât privește componenta literară a colindei ardelene, versul și poetica, Ion Diaconu a expus părerile sale într-o Notă critică din Vol. III-IV ale monografiei, nepublicată în 1989, din pricina politicii patriotarde, dominatoare atunci. 

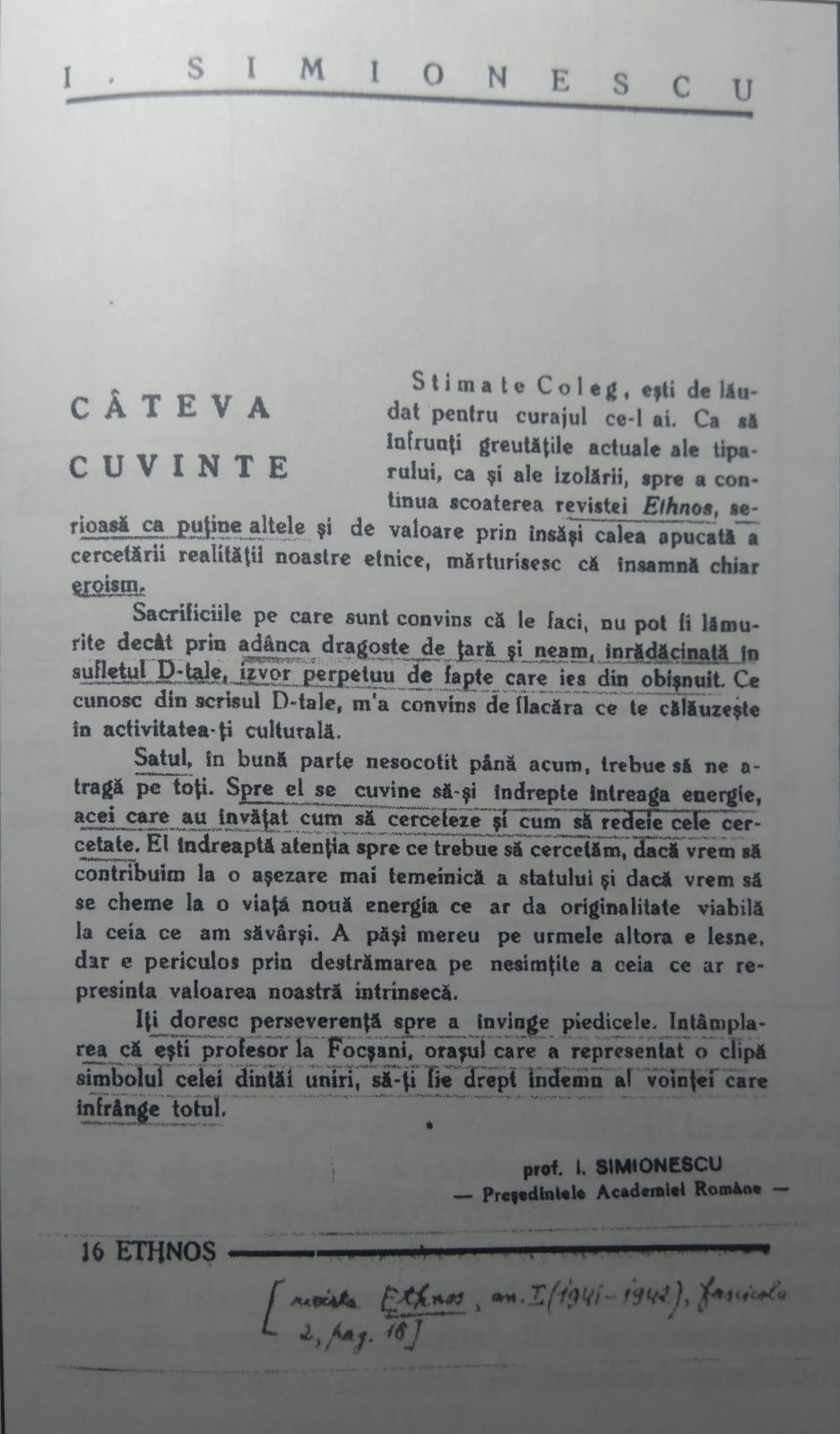
Prof. I. Simionescu către Ion Diaconu

Relațiile constante ale profesorului focșănean cu oameni de înaltă cultură l-au situat în elita «literelor» românești din perioada antebelică. Nu o dată legătura intelectuală a dus la prietenie trainică. În casa părintească din Tulnici a lui Ion Diaconu, în familia preotului de la Bârsești, Dragomir Danțiș, pe drumurile pitorești ale munților Vrancei, a fost Mihail Sadoveanu. „În 1935, într-o zi de octombrie ziua Sf. Dimitrie - pornim amândoi spre Vrancea. Calmul tomnatic - târzior și plin de soarele întreg - ne învăluia discret. În văzduhuri se petrecea o adevărată zi văratecă. Perdeaua multicoloră a crângului împurpurat de pe Măgura Odobeștilor se destindea domol în stânga noastră, iar în dreapta albia desfăcută a Putnei își semăna cătinișul aproape nesfârșit, printre satele cu case sărăcuțe de podgoreni necăjiți: Bolotești și Găgești. Pe acolo, pe clina Măgurii fusese și trufașul Kaiser cu generalul August von Mackensen, ca să privească panoramic pământul moldovean ce trebuia cotropit de iznoavă...", (scria Ion Diaconu în 1939, adică în pragul celei de-a doua conflagrații mondiale... Peste un deceniu, comuniștii îl vor acuza de filogermanism, pentru că vorbea și scria perfect în limba lui Herder, Goethe, Beethoven. Într-adevăr, a avut formație germanică, așa cum se vede din lucrarea care i-a servit drept teză de doctorat, sau din studiul Titu Maiorescu și conceptul poezia populară, nepublicabil până în 1989 (cauza: numeroasele citate din autori germani, precum și interpretarea clasică, întrutotul științifică, deci neconvenabilă). „În sara de Sf. Dimitrie, am poposit într-o binecuvântată casă de preot vrâncean, în Bârsești. A plăcut d-sale mult gospodăria aceea. S-a împrietenit repede cu stăpânii, dar mai cu samă cu «fratele Vasile». Nu voi uita niciodată sara acelei prietenii. Este o minune a amintirilor mele. «Fratele Vasile» era pe atunci un copilaș de patru anișori. Scriitorului i-a plăcut osebit zburdălnicia copilului cu păr bălai și ochi albaștri. Și printr-o putere ce n-o înțeleg, de la început a chemat copilul către sufletul său; și ore întregi l-a întrebat despre lucrurile copilăriei: i-a spus o poveste, s-a interesat de joaca lui, despre prieteniile-i micuțe, de vietățile ce-i sunt dragi, de oamenii cunoscuți. Cine n-a văzut pe D-l. Sadoveanu vorbind copiilor nu poate înțelege deplin misterul nevinovăției copilărești. Este cel mai mare prieten al copiilor ce-l cunosc. Și prin această subtilă armonie între sine și sufletul copilăresc se poate tălmăci îngerul din Dumbrava minunată, care e duduia Lizuca. La Paștele acestea, când m-a văzut «fratele Vasile» (care și pentru mine tot «fratele Vasile» a rămas) m-a întrebat degrabă: «Da când mai vine Domnul Sadoveau la Bârsăști? Are-un cap așa de mare...șî vorbește-ncet de tot...Șî tare-i bun!»...

## Opere publicate
- Ținutul Vrancei, I-1930, Institutul de Filologie și Folclor - Universitatea din București.
- Păstoritul în Vrancea, extras din revista „Grai și suflet, 1930, București, Vol. IV, pp. 254-309
- Folclor din Râmnicul Sărat, vol. I, 1933, Tipografia „Cultura”, Focșani.
- Folclor din Râmnicul Sărat, vol. II, 1934, Tipografia „Cultura” Focșani (pentru acest studiu, Ion Diaconu a fost distins de Academia Română - în 1936 - cu premiul „Ion Heliade-Rădulescu”[18]).
- Aspecte și direcții în folclorul romînesc, 1934, Tipografia „Cultura” Focșani.
- Psihologie și creație populară, 1935, extras Anuarul Arhivei de Folklor, III, pp. 7-23.
- Aspecte etnografice putnene, 1936, Tipografia „Cultura” Focșani.
- Sensuri și aspecte la Ion Creangă, 1938, Imprimeria Națională București.
- În Vrancea cu Mihail Sadoveanu, 1939, Institutul de Arte Grafice „Brawo”, Iași, extras din revista Însemnări ieșene, an IV, nr. 7.
- Ethnos, Revistă de grai, studiu și creație românească, an I, fascicol I, 1941, Tipografia „Cultura” Focșani(356 p.)[19]
- Ethnos, an I, fascicol II, 1941-1942, Tipografia „Cultura” Focșani (288 p.)[20]
- Ethnos, an II, fascicol I-II, 1942-1943, Tipografia „Cultura” Focșani (424 p.)[21]
- Poesia populară „de militărie” în războiul nostru din 1941-1942, Tipografia „Cultura” Focșani.
- Orientări folklorice, I-1941, II-1942, III-1943, Colecția I Ethnos, Focșani.
- Note critice și bibliografice, I-1941, II-1943, Colecția I Ethnos, Focșani. [22]
- Orientări etnografice, I-1943, Colecția I Ethnos, Focșani.
- Folklor din Râmnicul-Sărat, III, 1945-1946, Tipografia „Cultura” Focșani. [23]
- Reflexiuni despre cântecul și versul popular, 1946, Colecția I „Ethnos”, Focșani, Tipografia „Cultura” (acest studiu a fost prezentat ca teză de doctorat la 31 mai 1948 și distins peste câteva zile cu premiul „Ion Heliade-Rădulescu” al Academiei Române. Împotriva regulamentului de a se publica o teză de doctorat numai după susținerea publică, autorului i s-a permis să susțină public teza de doctorat cu un volum ce fusese tipărit cu doi ani mai înainte. După câteva zile de la susținerea tezei, studiul a fost premiat de Academia Română cu referate deosebit de elogioase, iar autorul propus să devină membru al Academiei Române pentru întreaga sa activitate de cercetare, ceea ce, motivat istoric, nu s-a realizat. De largă viziune și erudiție excepțională, acest studiu este citat din 1946 și până acum în toate lucrările de specialitate. Cele două studii proeminente ale lui Ion Diaconu- Reflexiuni despre cântecul și versul popular, Psihologie și creație populară- au fost republicate și prefațate de Paula Diaconu Bălan la editura Cronica Iași, în 2003)
- Ținutul Vrancei, vol. II, serie nouă, Editura pentru Literatură, București, 1969.
- Monografia județului Putna, Ion Diaconu (coordonator), 1943 - Focșani (redactată minuțios de Ion Diaconu în ultimii ani ai războiului)
- Cântăreți și povestitori populari. Câteva criterii asupra monografiei folclorice, [24]
- Ținutul Vrancei, vol. III-IV-Miorița, Editura „Minerva”, București, 1989, redactor Ioan Șerb, ediție îngrijită și studiu introductiv de Paula Diaconu Bălan.
- Tradiție și actualitate românească (I-II,1936; III,1937 - cu sprijinul Uniunii Fundațiilor Culturale Regale.
- Ovid Densusianu în amintirea și conștiința critică românească, ediție îngrijită de Ion Diaconu și Ioan Șerb, editura Grai și suflet- Cultura Națională, 2005, 482 p. (Cuprinde toată suita impresionantă de studii despre viața, activitatea și opera marelui filolog, solicitată de Ion Diaconu timp de patru decenii printr-o asiduă corespondență cu foștii studenți ai mentorului și cu savanții care au cunoscut personalitatea celui evocat. Ion Diaconu a predat în 1974 acest corpus deosebit de valoros redactorului Ioan Șerb de la editura Minerva, dar devotatul discipol al lui Ovid Densusianu a plecat din viață în 1984 cu durere nemărginită că nu și-a făcut datora față de memoria profesorului său care i-a fost model și i-a deschis calea în știință. Volumul omagial, conceput diferit de intențiile autorului și sub alt titlu, completat cu scrierile unor exegeți contemporani, apare abia în anul 2005, la 21 de ani după moartea lui Ion Diaconu la cele veșnice. - Paula Diaconu Bălan)[6]